# Marcos Torres Virgen
El coronel Marcos Torres Virgen fue un militar mexicano que participó en la Guerra Cristera.
Fue jefe de las operacones militares en el estado de Colima por el bando cristero. Durante el Asalto de Manzanillo, fue acusado junto al general Andrés Salazar de no haber amagado Colima para distraer a las fuerzas federales de Heliodoro Charis, ya que Torres debía haber atacado la ciudad por el camino de Tonila, Jalisco. Fue muerto en la huerta de Santa Bárbara por la policía de Villa de Álvarez al mando del presidente municipal Pedro Gudiño. Marcos fue acribillado en una recámara de la finca donde pretendía ocultarse del gobierno el 18 de agosto de 1928. 